# Jeanne Parain-Vial
Pour les articles homonymes, voir Parain et Vial.
Pour l’article ayant un titre homophone, voir Jane Vialle.
Jeanne Parain-Vial, née à Saint-Étienne, le 6 septembre 1912, morte à Sorbiers, le 5 septembre 2009, est une philosophe française.

## Biographie
Jeanne Vial, épouse Parain, naît le 6 septembre 1912 à Saint-Étienne,.
Agrégée de philosophie en 1938,, docteur ès lettres en 1951, elle s'intéresse à la philosophie de l'esprit, au structuralisme et aux sciences de la nature. Elle développe une philosophie du temps et de l'existence (Le sens du présent, 1952).
Elle est une des meilleures spécialistes de Gabriel Marcel, dont elle contribue à pérenniser l'œuvre.
Elle meurt en 2009 à Sorbiers.

## Ouvrages
- Le sens du présent. Essai sur la rupture originelle, Paris, Vrin, 1952.
- De l'être musical, Neuchâtel, La Baconnière, 1952.
- Gabriel Marcel et les niveaux d'expérience, Paris, Seghers, coll. "Philosophes de tous les temps", 1966.
- La nature du fait dans les sciences humaines, Paris, PUF, 1966.
- Analyses structurales et idéologies structuralistes, Toulouse, Privat, 1969.
- Les tendances nouvelles de la philosophie, Paris, Le Centurion, 1978[4].
- La philosophie des sciences de la nature. Tendances nouvelles, Paris, Klincksieck, 1985.
- Gabriel Marcel, veilleur et éveilleur, Lausanne, L'Age d'Homme, 1990.